# 9768 Стівенмаран
9768 Стівенмаран (9768 Stephenmaran) — астероїд головного поясу, відкритий 5 квітня 1992 року.
Тіссеранів параметр щодо Юпітера — 3,362.